# Tag der wandernden Seelen
Der Tag der wandernden Seelen (vietnamesisch Tết Trung Nguyên) ist ein Fest der Vergebung, das in einigen ostasiatischen Ländern zum Gedenken der Ahnen und ihrer herumirrenden Geister begangen wird, wie z. B. in Vietnam, China, Taiwan, Singapur und Japan. Das Fest (Tết Trung Nguyên) fällt auf den 15. Tag (Vollmondtag) des 7. Mondmonats. Das Fest ist ein wesentlicher Bestandteil der Kultur in Vietnam, weil die Vietnamesen an diesem Tag ihrer Verstorbenen gedenken und ihre Dankbarkeit gegenüber ihren Vorfahren und Eltern zeigen. Sie halten Gebete für ihre Verstorbenen und andere Seelen ab, um alle ungerechten Vorwürfe gegen sie aufzulösen und ihnen zu einem guten Leben in der jenseitigen Welt von Buddha zu verhelfen. Obwohl es ein buddhistisches Fest ist, beschränkt es sich nicht nur auf Buddhisten, sondern wird von allen Vietnamesen gefeiert, die an die Existenz des Allmächtigen glauben: in Häusern, Industrieanlagen, Geschäftseinheiten und Regierungsgebäuden sowie Pagoden.
An dem Vollmondtag des siebten Monats wird in Vietnam auch das Fest Vu Lan gefeiert, das Fest der kindlichen Pietät. Die beiden Feste sind nicht dasselbe, symbolisieren jedoch die Liebe und Dankbarkeit zu den eigenen Eltern sowie das freiwillige Teilen als Mensch.

## Herkunft
Das Fest der wandernden Seelen stammt ursprünglich aus einem uralten vietnamesischen Glauben. Dieser geht davon aus, dass die Seele eines verstorbenen Menschen ein Verfahren durchläuft, bei dem das Urteil gefällt wird, ob seine Seele, abhängig vom Verhalten des Menschen in der Welt der Lebenden, zum Himmel oder in die Hölle geschickt wird. Wenn die Person als böse beurteilt wird, wandert sie in die Hölle, aber an Tết Trung Nguyên werden alle Seelen für einige Zeit, nachdem die Sonne untergegangen ist, freigesetzt. Daraufhin gehen diese Seelen zu ihren Häusern auf der Suche nach Essen und diejenigen, die keine Verwandten mehr haben, wandern verzweifelnd auf der Suche nach Essen und Liebe umher.
In China wird dieses Fest „Zhong Yuan Festival“ genannt, was sich von der „Drei Yuan Theorie“ aus dem Taoismus ableitet. Für die Rituale halten sowohl buddhistische als auch taoistische Gläubige Zeremonien ab, um der Verstorbenen zu gedenken und die Geister von ihrem Leiden zu befreien. Die Seelen der Verstorbenen können jedoch auch noch in der Unterwelt Gutes tun und schlechte Taten wiedergutmachen. Zugleich können die Lebenden mit Ritualen, wie sie an diesem Tag stattfinden, etwas für die Seelen der Toten tun.
Vu Lan, das Fest der kindlichen Pietät, das an demselben Tag begangen wird, hat seinen Ursprung in der Legende von dem Arhat Đại Mục Kiền Liên oder Mục Liên (Moggalana) genannt, der neben Sariputta einer der beiden Hauptschüler Buddhas war. Mục Liên war für seine übernatürlichen Kräfte bekannt. Nachdem Mục Liên vom Bhikkhu zum Arhat aufgestiegen war, benutzte er sein allsehendes Auge, um seine tote Mutter in der Unterwelt zu suchen. Als er sah, dass sie sich als ein Geist im Bereich der hungrigen Geister befand und vom Hunger gequält wurde, weil sie zu Lebzeiten viel Böses getan hatte und habgierig war, brachte er ihr eine Schale Reis. Doch der Reis verwandelte sich in flüssiges Feuer, als sie ihn essen wollte. Mục Liên fragte Buddha nach, wie er seine Mutter befreien konnte. Buddha erklärte ihm: Er könne allein seine Mutter nicht retten, sondern nur mit Hilfe aller Buddhisten, die aus den zehn Himmelsrichtungen kommen. Und nur der 15. Vollmondtag des siebten Monats sei dafür geeignet, diese Hilfe mit buddhistischen Opfergaben zu erbitten. Genauso tat auch Mục Liên und seine tote Mutter durfte die Welt der hungrigen Geister verlassen.

## Sitten und Bräuche

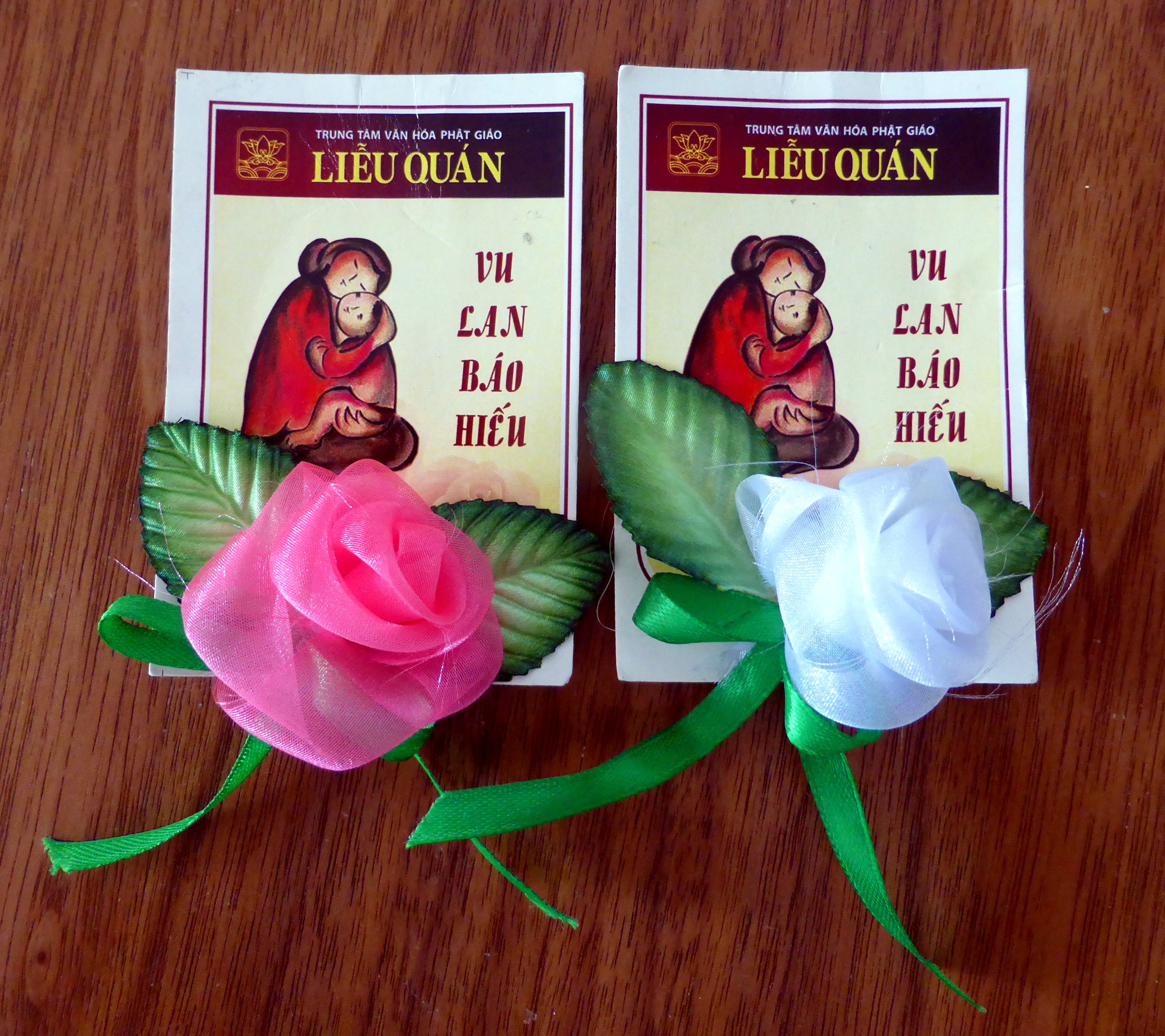
Weiße und rote Rosen zum Vu-Lan-Fest

Im Volksglauben nennt man den siebten Monat auch Geistermonat, weil in diesem Monat das Tor der Unterwelt geöffnet wird und die „obdachlosen, familienlosen“ Geister und Seelen der Toten auf die Erde kommen dürfen. Vietnamesen glauben, dass der Geistermonat ein unglücksbringender Monat ist, weshalb man auf viele Tabus achten, sich vegan ernähren und anderen freiwillig helfen sollte, also nicht töten und viel geben.
An Tết Trung Nguyên kommen die Seelen zu ihren Gräbern oder Familienaltären, wo sie von den Lebenden mit speziellen Gerichten, Räucherstäbchen und abgebranntem Votiv-Papier aus Gold und Silber empfangen werden. Die Seelen, die keine Nachfahren mehr haben oder die von ihren Nachfahren vergessen wurden, versammeln sich an den Tempeln. Opfergaben werden zu Tempeln gebracht und die buddhistischen Gläubigen nehmen an einer Zeremonie teil. Man betet zu Buddha und bittet um seinen Segen für Glück und das Wohlergehen aller Familienmitglieder sowie um ein gutes Leben der Seelen in der jenseitigen Welt. Anschließend bekommen die Gläubigen, deren Mütter bereits verstorben sind, weiße Rosen angesteckt, allen anderen werden rote oder rosafarbene Rosen überreicht. Diese Tradition wurde von einem buddhistischen Mönch, Thích Nhất Hạnh, 1962 ins Leben gerufen.
Für die wandernden Geister werden im Freien riesige Buffets vorbereitet: alle Arten von Leckereien wie Fleisch, Fisch, Reis, Mais, Salz, Bonbons und Kuchen aus Reismehl. Das Fest der wandernden Seelen ist nach der Vorstellung der Vietnamesen ein Tag, an dem sich die Lebenden und die Toten in Gedanken treffen.